# Jan Krzemieniecki
Jan Władysław Krzemieniecki właściwe Jan Władysław Kucia (ur. 3 czerwca 1887 w Jadownikach Podgórnych, zm. 5 marca 1956 w Krakowie) – ksiądz teolog, prawnik, profesor Uniwersytetu Jagiellońskiego.

## Życiorys
W 1906 roku ukończył Gimnazjum w Tarnowie podejmując studia teologiczne w Seminarium Duchownym w Krakowie. Święcenia kapłańskie przyjął w 1910 roku. Jako wikariusz pracował w Podgórzu, Kętach, a w latach 1913-1919 był katecheta w męskim Seminarium Nauczycielskim w Białej. W 1914 roku uzyskał doktorat z teologii na Uniwersytecie Jagiellońskim. W 1919 wyjechał do Rzymu gdzie studiował na Wydziale Prawa Uniwersytetu Gregoriańskiego. W 1921 roku otrzymał doktorat praw i odbył praktykę w Trybunale Roty Rzymskiej. W latach 1921–1932 pracował w kurii metropolitalnej jako notariusz oraz obrońca węzła małżeńskiego. Równocześnie w latach 1921–1926 był asystentem na Wydziale Teologicznym Uniwersytetu Jagiellońskiego.
W 1926 habilitował się i do 1936 pracował jako zastępca profesora. W 1936 roku został profesorem nadzwyczajnym prawa kanonicznego. 6 listopada 1939 aresztowany w ramach Sonderaktion Krakau. Więziony na Montelupich w Krakowie i we Wrocławiu. Przewieziony do obozu Sachsenhausen, gdzie przebywał do 10 lutego 1940 roku. Po zwolnieniu brał udział w tajnym nauczaniu po zorganizowaniu przez ks. prof. Józefa Archutowskiego tajnych studiów uniwersyteckich w klasztorze Salwatorianów na Zakrzówku w Krakowie, rozpoczął regularne wykłady prawa kanonicznego. Od 1 sierpnia 1943 roku odbywał tajne wykłady na Wydziale Prawa UJ. W 1945 otrzymał nominacje na profesora zwyczajnego został dziekanem Wydziału Teologicznego Uniwersytetu Jagiellońskiego jednocześnie wykładał na Wydziale Prawa Uniwersytetu Jagiellońskiego i pracował w Kurii Metropolitalnej. Po likwidacji Wydziału Teologicznego UJ w 1954 został profesorem prawa kanonicznego w Seminarium Duchownym Śląskim i Częstochowskim z siedzibą w Krakowie. Pod koniec życia otrzymał godność prałata. Zmarł nagle pochowany został w rodzinnych Jadownikach Podgórnych.